# Acuerdo Económico Preferencial entre el Estado Español y la CEE
El Acuerdo Económico Preferencial entre el Estado Español y la CEE fue un acuerdo firmado por el ministro Español de Asuntos Exteriores Gregorio López Bravo y el presidente del Consejo de Ministros de la Comunidad Económica Europea en junio de 1970. Había sido preparado sobre todo por Alberto Ullastres, representante de España ante las Comunidades Europeas.
El acuerdo hizo que España pasase a ser país asociado a la Comunidad Económica Europea con trato preferencial en comercio, la CEE redujo un 30 por ciento los aranceles de la casi totalidad de los productos españoles, salvo para algunos que lo sería un 10 por ciento. Además, los productos españoles entrarían libres de todo obstáculo contingentario y se obtendrían reducciones de ciertos productos agrícolas. Este acuerdo rompió el aislamiento del franquismo en Europa.